# Hiiesjärvi
Hiiesjärvi är en sjö i kommunen Nyslott i landskapet Södra Savolax i Finland. Arean är 38 hektar och strandlinjen är 2,59 kilometer lång. Sjön  ingår i Vuoksens huvudavrinningsområde.   Den ligger omkring 110 kilometer öster om S:t Michel och omkring 290 kilometer nordöst om Helsingfors. 